# Enicospilus helena
Enicospilus helena là một loài tò vò trong họ Ichneumonidae.